# Talk Radio (film)
Talk Radio è un film del 1988 diretto da Oliver Stone, con Eric Bogosian. Il film è tratto dal libro Talked to Death: The Life and Murder of Alan Berg di Stephen Singular e dall'adattamento teatrale dell'omonimo sceneggiato dello stesso Bogosian.

## Trama
Il giovane Barry Champlain gestisce un negozio d'abbigliamento in cui si vanno a rifornire i più ricchi ed eminenti personaggi della città di Dallas, in Texas. Un giorno riceve la visita di Jeffrey Fisher, il vispo conduttore della trasmissione radio Voci della città, che lo invita a prender parte alla sua prossima messa in onda. Senza pensarci due volte, Barry entra in cabina di registrazione e inizia ad intrattenere il pubblico anche meglio di Jeffrey Fisher, in parte grazie alla sua simpatia, in parte grazie alla sfrontatezza ed in parte grazie alla sua voce suadente e rassicurante. Grazie a queste qualità il direttore della stazione radio, Dan, lo prende al posto di Fisher. In poco tempo Barry raggiunge una grande notorietà presso il pubblico di Dallas. Inversamente proporzionale è la sua vita sentimentale, che inizia a scendere sino a toccare il fondo, quando Barry divorzia da sua moglie Ellen.
Una volta divorziato, cambia anche la tonalità del suo programma, che tramuta il titolo in Voci nella notte ed inizia a lasciare posto a disadattati, barboni e mitomani. Ben presto, con i suoi discorsi spesso provocatori ed irritanti, Barry si attira una larga schiera di fan ed una ben più larga sfilza di nemici, tra i quali un gruppo neonazista che non vede di buon occhio la sua attenzione verso le minoranze razziali, gli omosessuali ed il fatto che egli è di confessione ebraica. Il gruppo inizia a minacciarlo, prima mandandogli un topo morto via posta, in seguito inviandogli lettere minatorie allo studio dove lavora.
Allo studio, grazie allo strepitoso aumento di audience dell'ultima settimana, arriva la proposta di essere trasmesso in diretta nazionale. Ovviamente Barry accetta, ma il fatto di lavorare a contatto con giovani sbandati, estremisti di destra ed emarginati lo mette sempre più sotto pressione: si aggiunge a questa serie di fattori anche il fatto che l'ex-moglie è appena giunta in città. Barry inizia a diventare sempre più scontroso nei confronti del pubblico, continua a ricevere chiamate da parte del gruppo neonazista e riconquista l'ex-moglie, che sembra quasi tormentarlo con i suoi discorsi iperretorici.
A questo punto, posto sotto pressione da tutte le minoranze che ha sempre aiutato, si sfoga e inizia un lungo monologo in cui riverserà tutto l'odio verso la gente che ha sempre tentato di aiutare e che lo sta facendo ammalare. Alla fine di questo, esce dalla stazione radio, raggiungendo il massimo dell'audience, accontentando il titolare dell'emittente e la sua ragazza. Fuori dalla stazione viene avvicinato davanti alla sua auto da un uomo, il quale finge di chiedergli un autografo, ma poi lo uccide con diversi colpi di pistola. Il giorno dopo, alla sua morte, tutte le persone che lo detestavano, inneggiano a suo favore e lo decorano come un eroe dell'epoca della telecomunicazione.

## Riconoscimenti
- Festival internazionale del cinema di Berlino
  - Orso d'argento speciale a Eric Bogosian
- Nastro d'argento
  - Miglior doppiaggio a Roberto Chevalier